# ピエトラサンタ
ピエトラサンタ（伊: Pietrasanta）は、イタリア共和国トスカーナ州ルッカ県にある、人口約23,000人の基礎自治体（コムーネ）。

## 地理

### 位置・広がり
ルッカ県西部、ヴェルシリア地方 (it:Versilia) のコムーネで、ティレニア海沿岸部に位置する。

#### 隣接コムーネ
隣接するコムーネは以下の通り。括弧内のMSはマッサ＝カッラーラ県所属を示す。
- カマイオーレ
- フォルテ・デイ・マルミ
- モンティニョーゾ (MS)
- セラヴェッツァ
- スタッツェーマ

### 気候分類・地震分類

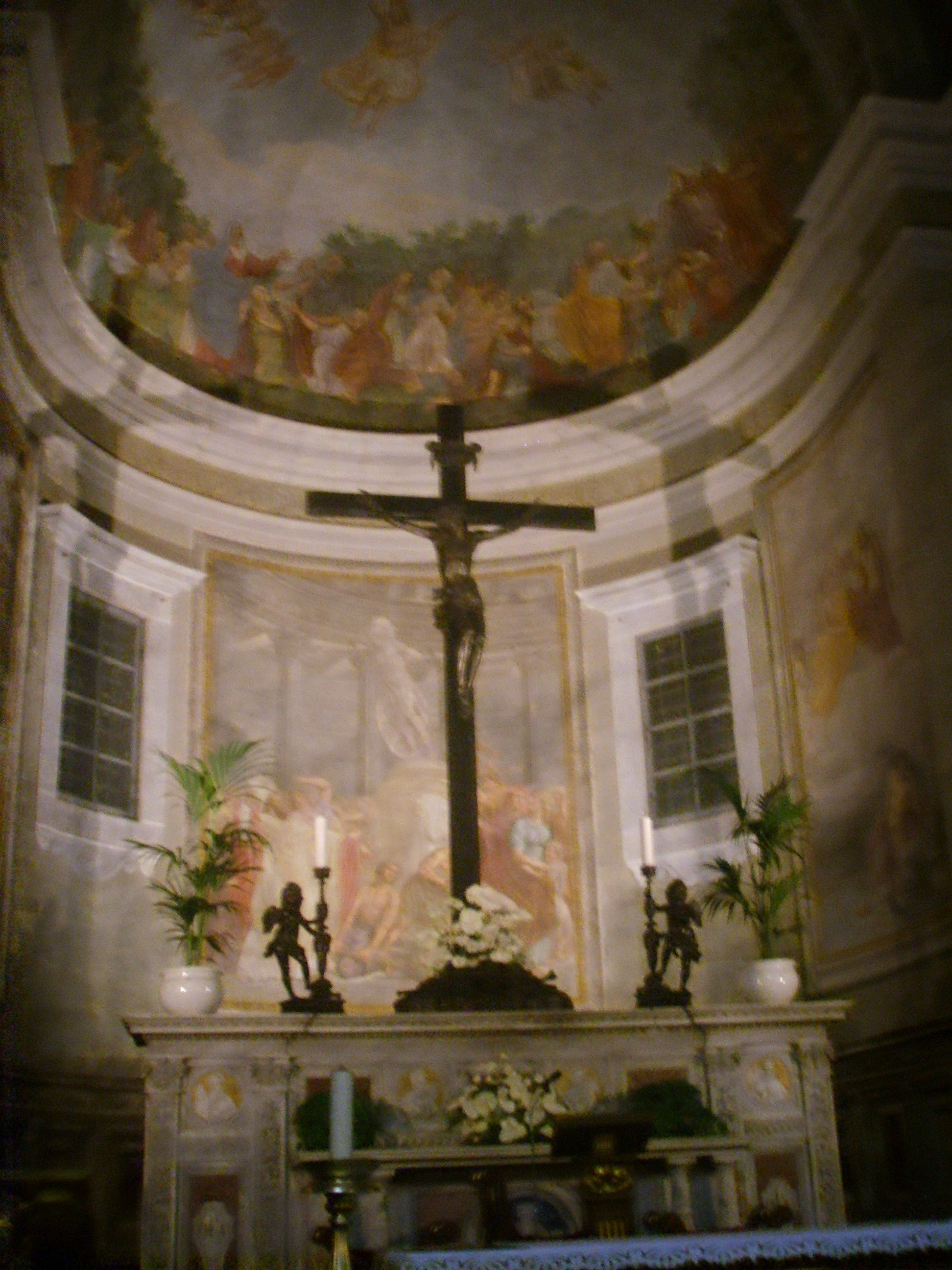
Duomo, altare centrale

ピエトラサンタにおけるイタリアの気候分類 (it) および度日は、zona D, 1428 GGである。
また、イタリアの地震リスク階級 (it) では、zona 3 (sismicità bassa) に分類される。

## 行政

### 分離集落
ピエトラサンタには、以下の分離集落（フラツィオーネ）がある。
- Pontestrada, Città Giardino, Portone, Capezzano Monte, Capriglia, Strettoia (Montiscendi), Traversagna (Pollino), Vecchiuccio, Vallecchia, Solaio, Vitoio, Castello, Valdicastello, Crociale (Ponte Rosso), Africa (Pisanica), Macelli, Osterietta, Marina di Pietrasanta (Fiumetto, Tonfano, Motrone, Focette)

## 姉妹都市
姉妹都市
- Écaussinnes、ベルギー
- グレンツァッハ＝ヴィレン（ドイツ語版）、ドイツ
- ヴィルパリジ、フランス
- Zduńska Wola、ポーランド

友好都市
- 宇都宮市（日本・栃木県）[6]
  - 1995年8月3日 文化友好都市提携

イタリア国際文化交流協会の理事である彫刻家がピエトラサンタを紹介。ともに石材採掘（宇都宮の大谷石とピエトラサンタの天然大理石）が盛ん。
- モンゴメリー、アメリカ合衆国

## 文化・観光・施設
ゴシック・ライン戦没者広場 (Piazza Caduti della Linea Gotica)
当地を含む第二次世界大戦の激戦地「ゴシック・ライン」の戦没者を記念する広場。米軍日系人兵士を称える記念碑があり、サダオ・ムネモリ（名誉勲章受章者）のブロンズ像が飾られている。

## 人物

### 著名な出身者
- ジョズエ・カルドゥッチ - 19-20世紀の詩人、ノーベル文学賞受賞者。ヴァルディカステッロ生まれ。

### ゆかりの人物
- 安田侃 - 彫刻家。当地にアトリエを構える。